# Васил Пачаджиев
Васил Пачаджиев е български революционер, тиквешки войвода на Вътрешната македоно-одринска революционна организация.

## Биография
Васил Пачаджиев е роден на в 1883 година в разложкото село Баня. Родителите му емигрират в България и се заселват в софийското село Осоица. Завършва VII прогимназиален клас в София и става учител. Влиза във ВМОРО и по време на Илинденско-Преображенското въстание през 1903 година е в четата на Петър Самарджиев и участва в сражението при Ново село на 5 септември.
След въстанието през 1905 година отново е с Петър Самарджиев, през 1906 година е при Добри Даскалов, а от есента на 1907 година е самостоятелен войвода в Тиквеш. След Младотурската революция в 1908 година се легализира и става учител в Кавадарци. Участва в Похода към Цариград за ликвидиране на контрапреврата в 1909 година.
| Чета на Васил Пачаджиев, 11 август 1907 година | Чета на Васил Пачаджиев, 11 август 1907 година | Чета на Васил Пачаджиев, 11 август 1907 година | Чета на Васил Пачаджиев, 11 август 1907 година | Чета на Васил Пачаджиев, 11 август 1907 година |
| Номер                                          | Име                                            | Селище                                         | Околия                                         | Забележка                                      |
| ---------------------------------------------- | ---------------------------------------------- | ---------------------------------------------- | ---------------------------------------------- | ---------------------------------------------- |
| 1.                                             | Васил Пачаджиев                                | Баня                                           | Разложка                                       |                                                |
| 2.                                             | Атанас Дачев                                   | Сливен                                         |                                                |                                                |
| 3.                                             | Данаил Темелков                                | Страгово                                       | Тиквешка                                       |                                                |
| 4.                                             | Гавраил Димков                                 | Прилеп                                         |                                                |                                                |
| 5.                                             | Димитър Костадинов                             | Айватово                                       | Солунска                                       |                                                |
| 6.                                             | Демостен Кръстев                               | Айватово                                       | Солунска                                       |                                                |
| 7.                                             | Иван Д. Маджаров                               | Стара Загора                                   |                                                |                                                |
| 8.                                             | Трайко Мурджев                                 | Боянчище                                       | Тиквешка                                       |                                                |
| 9.                                             | Апостол Янакиев                                | Свищов                                         |                                                |                                                |
| 10.                                            | Стилиян Георгиев                               | Сливен                                         |                                                |                                                |
| 11.                                            | Петър Коцев                                    | Щип                                            |                                                |                                                |
| 12.                                            | Стефан Атанасов                                | Панагюрище                                     |                                                |                                                |
| 13.                                            | Костадин Димев                                 | Кюстендил                                      |                                                | [ 3 ]                                          |

Съученик e в Ючбунарската прогимназия в София с митрополит Михаил Доростолски и Червенски, с когото поддържа кореспонденция и добри контакти през годините.